# L'Ange à la trompette
Pour plus de détails, voir Fiche technique et Distribution.
L'Ange à la trompette (Der Engel mit der Posaune) est un film autrichien réalisé par Karl Hartl sorti en 1948.

## Synopsis
En 1764, Christoph Alt, un facteur de pianos viennois, fonde une fabrique de pianos et construit une maison où se trouve, au-dessus de la porte, un ange avec une trompette.
En 1888, un descendant de Christophe Alt, Franz Alt, voudrait épouser Henriette Stein, la fille d'un professeur d'université d'origine juive. Sa famille s'y oppose. Elle est promise au prince Rodolphe, un coureur de jupons, une connaissance de la famille, ce qu'ignore Franz. Mais Henriette préfère Franz. Elle demande à voir Rodolphe une dernière fois pour lui annoncer son mariage et lui dure adieu. Mais il paraît clair qu'elle aime Rodolphe et que ce mariage est un crève-cœur. Rodolphe se pose maintenant des questions sur sa vie.
Le mariage a lieu. Les festivités sont brutalement interrompues par la nouvelle de la mort du prince héritier. Pour Henriette, il est évident qu'il est disputé avec son père, l'empereur. À la demande de son frère Otto Eberhard, lors d'une audience avec l'empereur, on lui demande de ne rien raconter. L'empereur remet à Henriette la lettre d'adieu de Rodolphe.
En 1906, le vieux couple a maintenant trois enfants, une fille et deux garçons. Henriette reçoit un bouquet de fleurs, elle va à la boutique pour savoir qui le lui a envoyé, elle rencontre alors le comte Traun, un ancien adjudant de Rodolphe, qui lui donne une invitation. Henriette prend du plaisir à quitter son mari et à être avec le comte. Mais elle a des remords quand elle pense à ses enfants. Le mari apprend par hasard les nombreux rendez-vous de sa femme. Il accepte le duel que lui propose le militaire et le tue.
En 1914, la facture de pianos fête ses 150 ans. Hans, un fils, fait la connaissance de la pianiste Selma Rösner. Une romance apparaît, Henriette invite Selma à prendre un thé. Au même moment, on apprend l'assassinat du prince François-Ferdinand à Sarajevo. La guerre est imminente. Tandis que Henriette et Hans sont contre la guerre, Franz et son deuxième fils Hermann s'engagent volontairement.
En 1921, les deux fils sont sortis sains et saufs de la guerre. Hans a découvert que durant la guerre son père est devenu paralysé et qu'il ne peut plus parler. Hans reprend la facture et la relance. La romance avec Selma se poursuit.
Henriette apprend par hasard que sa fille Martha-Monika veut émigrer clandestinement avec son petit ami en Amérique du Sud. Elle souhaite fuir sa mère, fuir ce monde petit-bourgeois. Henriette tente de la dissuader. Hans, lui, est très heureux. Il annonce son mariage avec Selma. Hermann se montre hostile envers sa famille. Il traîne dans les milieux louches et s'endette. Quand il demande à sa mère de lui régler ses dettes, elle refuse d'abord puis vend ses bijoux et ne veut plus le voir.
Lorsque Henriette dit à son époux muet que Hans veut se marier, Franz lui donne deux papiers où il lui demande pardon de l'avoir épousé. Franz a toujours aimé Henriette, mais n'a jamais su le lui rendre. Henriette lui pardonne.
En 1938, durant une représentation de Jedermann à Salzbourg, Henriette remarque que Hans est devenu un fervent partisan du nazisme. Il ponctue le Notre Père en criant Hitler et se fait expulser par la police. Quelques mois, une troupe SA pénètre dans la maison, où il n'y a pas de drapeaux nazis, Henriette est seule à la maison. Elle explique que son père était juif. Les nazis ont l'envie de le lui faire payer. Henriette s'en va prendre quelques affaires. Hans, qui a accouru chez elle, découvre son corps défenestré. Elle tient dans sa main la lettre de Rodolphe. C'est alors qu'arrive Hermann qui vient annoncer fièrement qu'il n'y a plus de "défauts" dans leurs papiers et qui tombe sur le cadavre de sa mère.
En 1945, la maison Alt a été détruite durant les bombardements de la Seconde Guerre mondiale, les fragments de l'ange se trouvent dans les décombres. Hans et Selma, leurs deux enfants et quelques employés redonnent vie à la facture de pianos.

## Fiche technique
- Titre français : L'Ange à la trompette[1]
- Titre original : Der Engel mit der Posaune (litt. « L'Ange au trombone »)
- Réalisation : Karl Hartl
- Scénario : Karl Hartl, Franz Tassié d'après le roman d'Ernst Lothar
- Musique : Willy Schmidt-Gentner
- Direction artistique : Otto Niedermoser, Walter Schmiedl
- Costumes : Hill Reihs-Gromes
- Photographie : Günther Anders
- Montage : Josefine Ramerstorfer
- Production : Karl Ehrlich
- Sociétés de production : Neue Wiener Filmproduktion, Vindobona-Filmproduktion
- Société de distribution : Sascha-Verleih
- Pays d'origine :  Autriche
- Langue : allemand
- Format : Noir et blanc - 1,37:1 - Mono - 35 mm
- Genre : Drame, Histoire
- Durée : 132 minutes
- Dates de diffusion :
  -  Autriche : 19 août 1948.
  -  Allemagne : 8 février 1949.
  -  Suède : 4 avril 1949.
  -  Danemark : 6 février 1950.
  -  Finlande : 28 juillet 1950.
  -  France : 16 mai 1951[1].
  -  Portugal : 22 juin 1955.

## Distribution
- Paula Wessely : Henriette Alt, née Stein
- Helene Thimig : Gretel Paskiewicz, née Alt
- Hedwig Bleibtreu : Sophie Alt
- Alma Seidler : Pauline Drauffer, née Alt
- Maria Schell : Selma Rösner
- Adrienne Gessner : Pauline von Metternich
- Erna Mangold : Martha-Monika Alt
- Attila Hörbiger : Franz Alt
- Paul Hörbiger : Otto-Eberhard Alt
- Hans Holt : Hans Alt
- Oskar Werner : Hermann Alt
- Fred Liewehr : Rodolphe d'Autriche
- Curd Jürgens : Le comte Leopold Traun
- Anton Edthofer : François-Joseph Ier d'Autriche
- Gustav Waldau : Diener Simmerl
- Karl Günther : Le colonel Paskiewicz
- Hermann Erhardt : Josef Drauffer, peintre
- Alfred Neugebauer (en) : Le commissaire
- Karl Paryla : Le facteur d'instrument Czerny
- Karlheinz Böhm : Franz Alt jun.
- Peter Alexander : L'invité de Mme Stein